# Чернявський Костянтин Михайлович
Костянтин Михайлович Чернявський (нар. 30 травня 1920, Алчевське — пом. 2 жовтня 2008, Донецьк) — український графік; член Спілки художників України.

## Біографія
Народився 30 травня 1920 року в місті Алчевському (тепер Алчевськ Луганської області, Україна). Брав участь у німецько-радянській війні. Нагороджений орденом Вітчизняної війни ІІ ступеня (6 листопада 1985), медаллю «За бойові заслуги» (6 серпня 1946). Член КПРС.
1952 року закінчив Харківський художній інститут (викладачі: Йосип Дайц, Василь Мироненко, Олексій Кокель, Адольф Страхов, Єфрем Світличний). Дипломну роботу: «На навантаженні гравію», «Сталінградський порт», закупила Третьяковська галерея.
Працював у Донецькому видавництві головним художнім редактором, в Донецькому художньому комбінаті головним художником. Жив у Донецьку, в будинку на провулку Котельному, 10, квартира 7. Помер у Донецьку 2 жовтня 2008 року.

## Творчість
Працював в галузі станкової та книжкової графіки. Серед робіт:
- офорти
  - «Ставропольська пристань. Куйбишевська ГЕС» (1951);
  - «Романтики» (1957);
  - «Сталевари» (1959);
- ілюстрації та художнє оформлення книги «Свідок Ієгови» М. Сластникова (1960);
- «Ілліч» (1969).

Брав участь у всеукраїнських виставках з 1952 року, всесоюзних з 1951 року.